# MB 1–2, SB 11–12
Die Dampflokomotiven MB 1–2 und SB 11–12 wurden im Januar 1879 für den Einsatz auf der norwegischen Meråkerbane (MB 1–2) und der Smaalensbane (SB 11–12) von Baldwin geliefert. Die Netze gehörten der Norsk Stats-Jernbane, der Vorgängergesellschaft der 1883 gegründeten Norges Statsbaner, und waren vom Staat errichtet worden. Sie waren administrativ getrennte Eisenbahnunternehmen, jedoch unter voller staatlicher Kontrolle.
Wie es bei allen anderen Lokomotiven dieser Zeit üblich war, erhielten sie Namen. Diese waren AMERICA, LEIV, WASHINGTON und BALDWIN. Es waren die ersten 2’C-Lokomotiven, die in Europa eingesetzt wurden.

## Geschichte
Ab 1879 waren die Nassdampflokomotiven mit den Baunummern 4517–4518 und 4520–4521 auf den beiden getrennten Netzen im Einsatz. Bereits 1882 wurden die SB 11–12 auf die Meråkerbane im Norden des Landes versetzt, so dass ab diesem Zeitpunkt alle vier Lokomotiven mit den Betriebsnummern MB 1, 2, 11 und 12 im Distrikt 4 – Trondheim – beheimatet waren.

## NSB XVI
Nach der Umbeheimatung wurden die Maschinen von Norsk Stats-Jernbane in die Baureihe XVI der ab 1883 bestehenden Norges Statsbaner zusammengefasst, deren Bildung vom Storting 1882 beschlossen wurde, um die Einzellösungen der getrennten Unternehmen zusammenzufassen. Dabei erhielten die Lokomotiven die Seriennummer 51–54.

## NSB XIV
Durch 1899/1900 erfolgte Neuanlieferungen, die ab Dezember 1900 die Baureihenbezeichnung XVI erhielten, wurde die Baureihe in XIV umbenannt. 1911 erhielten die vier Lokomotiven die Betriebsnummern 111–114.

## Type 14a
1918 erfolgte eine Neuordnung im Nummernsystem von Norges Statsbaner. Dabei wurden diese Lokomotiven nunmehr als Type 14a geführt.

## Einsatz und Verbleib
Bis zu ihrer Ausmusterung verblieben die Lokomotiven im Distrikt 4. Die Nummern 112 bis 114 wurden am 30. September 1925, die Nummer 111 dann erst am 17. Februar 1943 ausgemustert und verschrottet.

## Erwähnenswertes
Bei einem Besuch von König Oskar II. und Königin Sophia fand im August 1878 eine Probefahrt auf der Strecke zwischen Råde und Hølen statt, einem Teilabschnitt der neuen Smaalensbane, die Norwegen und Schweden verbindet. Der von der WASHINGTON gezogene Zug umfasste 34 Personenwagen mit 300 Fahrgästen und 22,3 Tonnen Gepäck und einem Gesamtgewicht von 290,9 Tonnen. Die Durchschnittsgeschwindigkeit über der Strecke betrug 20 Meilen pro Stunde und umfasste einige Abschnitte mit einer Steigung von 1 %.